# Erythroneura cancellata
Erythroneura cancellata är en insektsart som beskrevs av Mcatee 1920. Erythroneura cancellata ingår i släktet Erythroneura och familjen dvärgstritar. Inga underarter finns listade i Catalogue of Life.